# チョ・ヘリョン
チョ・ヘリョン（ハングル: 조혜련、1970年7月2日 - ）は韓国慶尚南道固城郡出身のマルチタレント（コメディアン・女優・歌手・タレント・著作家等）。日本での芸名はヘリョン。身長160cm。B86cm、W62cm、H86cm。漢陽大学校情報大学院放送学科修士課程修了。
日本に進出した初の韓国人女性お笑いタレントで、日韓両国においてタレント活動をこなしていた。所属事務所は、韓国においてはTNエンターテイメント（TN 엔터테인먼트）。

## 来歴

### 生い立ち
韓国慶尚南道固城郡で、1男6女の第5子として生まれる。弟で第6子のチョ・ジファン（조지환）は、映画『シルミド』などに出演している俳優である。

### 韓国での活動
漢陽大学校在学中から頭角を現し、1992年に『KBS 大学ギャグ祭（대학개그제テハッケグジェ）』 でコメディー大賞新人賞を受賞したのをきっかけにTNエンターテイメント（TN 엔터테인먼트）とタレント契約を結んでデビュー。バラエティー番組を主に、テレビ地上波3キー局（KBS、MBC、SBS）への出演やステージ活動などを展開、その後も毎年のように芸能各賞を受賞するなど、韓国を代表するギャグウーマン〜コメディエンヌ（개그우먼）となる。
また、テレビのバラエティー番組やステージなどのギャグ・シーンだけでなく、ドラマ・映画・演劇にも起用されているほか、歌手としても、2005年にはファーストアルバム『アナカナ（아나까나）』を、2006年にはセカンドアルバム『カラ （가라、「行っちゃえ」の意）』を発表した。

### 日本での活動
2005年に日本芸能界での活動を決意。そのきっかけをチョ本人はペ・ヨンジュンであったと語っている。
早速、既に日本の芸能界にも定着していたユンソナ（当時大して面識もなかった）の連絡先を調べ出して突然直接本人に電話。押しかけ的に日本進出の意向を請願し、ユンソナが所属していたホリプロを無理やり紹介させ、通訳を伴ってホリプロの採用担当者に売込みを図ったものの、「コメディで肝心なのは言葉だから、日本でもやるならまず日本語が話せなきゃ」と契約を拒否された。その際「日本語が話せればもう一度採用を考えてくれるのか?」と確認している。
帰国後は日本語の習得を開始、専門の日本語家庭教師をつけて連日3時間の指導を受け、自習を含めると毎日8時間以上の特訓を6ヵ月間続けたほか、ユンソナから教わった「自宅内に日本語を書いた付箋を所かまわず貼りまくって、憶えたものから取り外していく」という語彙習得法いわゆる「ユンソナ方式」を取り入れて24時間日本語漬けの生活を送った。このため、学習開始後わずか半年で日本語会話能力を身につけた。
2005年後半には日本進出を念頭に置いたスケジュール調整方法の考案などの準備をはじめ、翌2006年1月には再び日本に渡り、今度は通訳を帯同せず、ホリプロの担当者に対して本人の言葉で売り込みをはかった。彼女の語学習得度とその向上心・日本芸能界への進出意欲に対しプロダクション側は、テレビ番組との出演契約を結んだ。ウッチャンナンチャン司会の『クイズ!日本語王』（TBS）に出演したほか、関西テレビではユンソナと一緒にロケを行って韓国文化を紹介した。2006年4月には、代理人や通訳などを一切介さずにホリプロと自力でタレント契約を結び、本格的な日本進出を果たしている。
2007年の日本においてもTBS、関西テレビなどの他いくつかの局に出演した。バラエティ番組に出演する際には、韓国の民族衣装「チマチョゴリ」を着て出演することが多い。
その後、2006年7月からは『ももこ×菜摘×よし子 おじょママ!P』（関西テレビ）の準レギュラーとして起用されている。同年10月からは『サンデー・ジャポン』（TBS）のレギュラーとしても起用されていたが、2008年9月28日、2年間の出演をもって卒業した。

## 芸風
その独特な間の取り方とダンス・歌唱をちりばめ、いわゆる「아줌마 파워 アジュンマ パウォ（おばさんパワー）」を満載した女を捨てた自虐的なギャグの展開でその芸風から、韓国ではしばしば「버릴 것이 없는 사람 ポリル ゴシ オムヌン サラム」（捨てる（失う）ものがない人）と形容される。
彼女の芸風の真骨頂は、KBSの怪物バラエティー番組となった『일요일은 101% イリョイルン ペギルポ』 （日曜日は101%）およびその後継『해피 선데이 ヘピ ソンデイ』 （ハッピー・サンデー）のコーナーである「여걸파이브 ヨゴルパイブ」（ヨゴルファイブ）・「여걸식스 ヨゴルシクス」（ヨゴルシックス）といった「여걸 女傑（ヨゴル）」シリーズに見ることができる（여걸（ヨゴル）は、「女傑（ヨゴル＝ヒロインに相当する意味）」と「女（ヨ）girl」を掛け言葉にして作った名称といわれている）。
日本進出に際して突然の売込み先の紹介依頼を受けたユンソナも、「お笑いのセンスを持った韓国の大スターを日本でも見せたいし、絶対受けます。今は私より日本語ができないけど、すぐ人気が出る。（笑いながら）でも、私はあまり共演したくない。笑いのツボを持っていかれるから…。（ダウンタウンの）浜田さんもヘリョンさんを知ってて、番組に呼びたいって言っていました」とコメントしている。

## 人物
漢陽大学校芸術学部演劇映画科を経て、同大学院情報大学院放送学科修士課程を修了した。
1999年に結婚。一男一女があったが、2012年4月に結婚13年目で離婚した。離婚後、芸能活動を一時中断して中国に渡り、同年秋に復帰。出演した番組中で自らその経緯や原因を語った。

## 日韓問題
日本で韓国の事情を暴露する発言をたびたび行っているため、韓国のネットユーザーから非難されたことが何度もあるという（後述）。2009年3月31日、TBSの「リンカーン」の企画で君が代の斉唱が行われたとき、笑顔で起立拍手をしたことが韓国で問題となり、「あの音楽が君が代であることは知らなかった。君が代であることを知っていれば、拍手などしなかった」と韓国向けに釈明をした。
2010年に『チョヘリョンの必殺日本語の第一歩』という日本語教材を出刊し、その際に、ひらがな教材として映像化した「ひらがなソング」に、韓国が竹島の領有権を主張した歌『独島は我が国の領土』のメロディーが使用されていた為、再び韓国で批判が巻き起こった。それを受けて、2011年11月に、「ひらがなソングの責任を取り、今後日本での活動を永久に中止する」と宣言した事が韓国の複数メディアで伝えられた。帰国後、「日本の芸能界に挑戦したことを後悔し、自分自身に失望した」と告白している。
その後、2016年12月11日に『クイズ☆スター名鑑』（TBS）の「ギリギリ有名人が逃走中」に出演している。

## その他のエピソード
- 日本のメディアで「韓国女性たちは（美容）整形をたくさんする」「韓国の男性は女性をたくさん殴る」といった韓国のお国事情を赤裸々に語ったり[6]、日本の韓流ブームの全盛期には「日本のペ・ヨンジュン人気に驚いている。ペ・ヨンジュンって今は韓国じゃ人気ないから」「ユンソナは韓国では大して売れてない」といった韓国芸能界の事情を暴露する発言を行った[11][出典無効]。
- 日本進出にあたって押しかけでホリプロへの口利きを依頼したユンソナとはその後親密な関係にあり、2006年9月16日にソウル市内の新羅ホテル・ダイナスティーホールにおいて1,000名規模で開催されたユンソナの結婚披露宴にも正式ゲストとして招聘され、バックダンサーを率いてウェディングソングを熱唱した。
- 日本のギャグシーンにおいては、同じ創価学会[12]信者でしばしば同様に女を捨てたあけすけな芸風で知られる久本雅美と対比されることが多いが、本人も日本進出に際して「日本と韓国で文化は違うけど、笑いは同じ。私を見ていると元気になれると思ってもらえたらうれしい。5年、10年後には尊敬する久本さんみたいに（ビッグに）なりたい」との抱負を語っている。
- 通常、韓国人の日本語初学者は、当然ながら朝鮮語にない発音が苦手で、例えば「つ」や「ず」あるいは「ざ」が「チュ」「ジュ」「ジャ」になってしまうのが普通であるが、BoAやユンソナなど日本での活動の長い芸能人ほどではないものの、上手な「ざ」「ず」「つ」を発音するほど猛勉強した日本語はかなり達者である。しかし日本の放送禁止コードを詳細に理解するまでには至っていない。TBSサンデージャポンに出演した際、「乞食」と発言して周囲を慌てさせ、共演して隣に座っていた高橋ジョージがカメラに向かって即座に“申し訳ない”と頭を下げた際、「（「乞食」が放送に適さない差別用語であることを）外国人なのでよく分からない」と発言している。
- そのサンデージャポンレギュラー初出演の際、新婚の羽賀研二に対し、収録前に初対面で本人の事をよく知らなかったにもかかわらず「あの人悪い人でしょ?」と発言して、共演者らを慌てさせた事がある。
- 2006年11月13日、韓国の一流ファッションデザイナーアンドレ・キムのチャリティー・ファッションショーが、MBCの人気番組『！（ドッキリマーク）』の文化財返還コーナー「偉大な遺産74434」の冠開催形式をとって、多数の文化人や国会議員、駐韓外交使節団300人余などの参加のもとソウル市景福宮で行われた。MBC『！（ドッキリマーク）』のMCをつとめるチョ・ヘリョンは何とファッションモデルとして出演、人気グループss501（ダブルエス オゴンイル）のキム・ヒョンジュンと登場し、ポーズを取って見つめあうパフォーマンスを行い、「アンドレ・キムのショー・ステージに立った唯一の女性コメディアン」として評判になった。
- 2006年11月29日、ソウル市汝矣島MBC公開ホールで開かれた「2006年 MBC放送芸能大賞」授賞式で、破格的なセクシースタイルで登場して祝賀舞台を披露し、自身もショー・バラエティー部門で受賞している。

## おもな受賞歴
- 1992年 「KBS 코메디대상 신인상 （KBS コメディデサン シニンサン 〜KBS コメディー大賞 新人賞」
- 1996年 「제32회 백상예술대상 코미디연기상 （チェサムシビフェ ペクサンイェスルデサン コミディエンギサン 〜第32回 百想芸術大賞 コメディー演技賞）」
- 2004年 「제40회 백상예술대상 TV부문 여자TV예능상 （チェサーシッペ ペクサンイェスルデサン ティビブムン ヨジャティビヨヌンサン 〜第40回 百想芸術大賞 TV部門 女子TV芸能賞」
- 2004年 「MBC 방송연예대상 코미디 / 시트콤 부문 스타상 （MBC パンソンヨネデサン コミディ / シトゥコム プムン スタサン 〜MBC 放送芸能大賞 コメディー / シチュエーションコメディー部門 スター賞」）
- 2005年 「MBC 방송연예대상 PD상 （MBC パンソンヨネデサン ピディサン 〜MBC 放送芸能大賞 PD賞）
- 2006年 「MBC 방송연예대상 쇼버라이어티 부문 최우수상 （MBC パンソンヨネデサン ショーボライオティ ブムン チェウスサン 〜MBC 放送芸能大賞 ショーバラエティー部門 最優秀賞」

## おもな出演歴

### テレビ
- MBC 1996年 「集中女性チャンネル 今日は良い日」
- KBS2 2000年 「ソ・セウォン ショー」
- MBC 2000年 「旧盆特集挑戦シドニー2000故郷に金メダルを」
- MBC 2000年 「オールスター歌謡祭」
- MBC 2000年 『웃는날 좋은날 ウンヌンナル チョウンナル』（笑う日 良い日）
- SBS 2000年 「スターショー」
- SBS 2000年 「美しい性」
- 釜山放送 2000年 「韓国を笑わせる人々」
- KBS 2001年「トッタ! コドリ」
- KBS2 2001年 「理由ある夜」
- KBS2 2001年 「旧盆特集『爆笑歌謡祭』」
- KBS2 2001年 「夜一夜に」
- MBC 2001年 「TV特ダネ 驚くべき世の中」
- MBC 2001年 「21世紀委員会」
- MBC 2001年 「オールスター爆笑歌謡祭」
- MBC 2001 「シン・ドンジンのミニコンサート」
- MBC 2001年 「美しいTV 顔」
- MBC 2001年- 『일요일일요일의 밤에 イリョイルイリョイレ バメ』 （日曜日日曜日の晩に）
- MBC 2001年 「オールスター爆笑歌謡祭」
- SBS 2001年 「二人の男ショー」
- SBS 2001年 「スポーツ大探険」
- SBS 2001年 「真実ゲーム」
- SBS 2001年 「よい友人ら」
- 京仁放送 2001年 「ウラッチャチャおばさん」 『』
- MBC 2002年 「家和万事成」
- MBC 『사과나무 サグァナム』 （林檎の樹）
- MBC 『패러디극장 추석의 추억 ペロディグックサン チュソゲ チュオク』 （パロディー劇場 秋夕（旧盆）の追憶）
- MBC 『！ 느낌표 ヌッキムピョ』 （！ 感嘆符） 〜MC
- 「青春スケッチ爆笑大作戦」
- KBS 2004年 『일요일은 101% イリョイルン ペギルポ』 （日曜日は101%）
  - 「여걸파이브 ヨゴルパイブ」（ヨゴルファイブ） コーナー MC
- KBS2 2004年 『설특집 못말리는 여걸파이브 ソルトゥクヂプ モンマルリヌン ヨゴルパイブ』 （正月特集 あきれたヨゴルファイブ）
- 2005年 『웃는 데이 ウンヌン デイ』 （笑いの日）
- 2005年 『스타스페셜 생각난다 ストスペソル センガンナンダ』 （スタースペシャル 想い出）
- KBS2 『설특집 스타 대격돌 천하별미  ソルトゥクヂプ スタ デギョッドル チョナビョルミ』 （正月特集 スター大激突天下別味）
- KBS2 『이웃사촌 프로젝트 무지개 イウッサチョン プロジェクトゥ ムジゲ』 （ご近所プロジェクト 虹）
- MBC 『쇼! 음악중심 ショー！ウマクチュンシム』 （ショー！音楽センター）
- SBS 2006年 『스마일 어게인 スマイル オオゲイン』 （スマイル・アゲイン）
- SBS 『야심만만 ヤシム マンマン』 （夜心萬萬） - 準レギュラー
- FNS 2006年 『笑っていいとも』
- TBS 2006年- 『アイチテル!』 〜準レギュラー
- KTV 2006年- 『ももこ×菜摘×よし子 おじょママ! P』 - 準レギュラー
- TBS 2007年 『恋するハニカミ』
- NHK BS1 2007年『BSアジア研究所』
- FNS 2007年 『笑いの金メダル』
- NHK 2007年 『MOTTAINAI』（単発）
- TBS 2007年　『SASUKE』
- TBS 2008年 『恐怖のアポなし訪問者 和田アキ子の今晩泊めろよコノヤロー!』
- ytv 2010年 『たかじんのいつまでも反中で委員会〜緊急井戸端サミット・アジアは1つになれるか？〜』（単発）

現在のレギュラー番組
- KBS 2005年- 『해피 선데이 ヘピ ソンデイ』 （ハッピー・サンデー） レギュラー
  - 「하이파이브 ハイパイブ」 コーナー レギュラー
- KBS 「心中お見透しの夜」 〜レギュラー
- KBS 『대한민국 1교시 テハンミングク ハンキョシ』 （大韓民国 一教師） - レギュラー
- MBC 2003年- 『코미디 하우스 コミディ ハウス』 （コメディー・ハウス） - レギュラー
- MBC 『질풍노도 "라이벌" シルプンノド "ライボル"』 （疾風怒涛"ライバル"） - レギュラー

### 演劇
- ミュージカル ＜ビート＞

### 映画
- 1994年 『티라노의 발톱 ティラノエ パルトプ』 （ティラノサウルスの足爪）
- 1998年 『토요일 오후2시 トヨイル オフトゥーシ』 （土曜日 午後2時） 〜ラジオクイズ進行役
- 2003年 『남남북녀 ナムナムプンニョ （南男北女）』 （ラブ・インポッシブル〜恋の統一戦線） 〜ナイトブルーマリン役

### ドラマ
- SBS 1998年 『미스터 Q ミスト キュー』 （ミスターQ） 〜オ・スンシム役
- SBS 2000年 『여자만세 ヨジャマンセー』 （主婦9段 女子万歳）
- SBS 2002年 『해뜨는 집 ヘトゥヌン チプ』 （日が昇る家）
- SBS 『추석특집 드라마 <엄마를 찾습니다> チュソクトゥクチプ ドゥラマ <オンマルル チャップスムニダ>』 （秋夕（旧暦）特集 ドラマ <母さんを捜します>）
- SBS 2003年 『때려! テリョ！』 （殴ってッ！）
- SBS 2006年 『스마일 어게인 スマイル オゲイン』 （スマイル・アゲイン）
- TBS 2008年 『月曜ゴールデン』 /『萬屋長兵衛の隅田川事件ファイル』イ・ジョンファ役
- EX   2009年 『就活のムスメ』 宮城亜子役
- TBS 2009年 『月曜ゴールデン』 /『萬屋長兵衛の隅田川事件ファイル 其ノ弐』イ・ジョンファ役
- NTV 2009年 『華麗なるスパイ』第3話 チェ・スヒョン役
- TX  2012年 『恋するメゾン。〜Rainbow Rose〜』第2・6-8話 掃除婦役
- KBS 2013年 『キレイな男』婦人警官役

### 雑誌
- 2007年1月10日号 マガジンハウス『anan』 〜テボダイエットの紹介

## おもな著作

### CD
- 2005年 1집『아나까나 Anacana』 조혜련 Vol.1（第1集 『アナカナ』 チョ・ヘリョン vol.1）（Cj Media Line）
- 2006年 2집『가라』 （第2集 『カラ』）（Cj Media Line）
- 2010年 『WON'T BE LONG』[13]（Cj Media Line）

### DVD・VTR
- 1998年 『태보 다이어트』（テボ ダイエット）
- 2000年 『태보 다이어트 2』（テボ ダイエット 2）
- 2003年 デボダイエットビデオ
- 2003年 チョ・ヘリョン25分のテボダイエット
- 2003年 チョ・ヘリョン パワーヨガダイエットビデオ